# Кургаш
Кургаш (баш. Ҡурғаш) — деревня в Бакалдинском сельсовете Архангельского района Республики Башкортостан России.

## Население
| 2002 | 2009 | 2010 |
| ---- | ---- | ---- |
| 127  | ↗134 | ↘113 |

Согласно переписи 2002 года, преобладающая национальность — башкиры (73 %).

## Географическое положение
Расстояние до:
- районного центра (Архангельское): 16 км,
- центра сельсовета (Бакалдинское): 6 км,
- ближайшей железнодорожной станции (Приуралье): 22 км.